# Chalkis
Chalkis nebo Chalkida (novořecky Χαλκίδα, starořecky Χαλκίς) je hlavní město regionální jednotky Euboia v Řecku a zároveň největší město ostrova Euboia. Nachází se na pobřeží ostrova v nejužším místě průlivu, který ho odděluje od pevniny. Vlastní město tvoří zároveň komunitu a obecní jednotku a má 59 125 obyvatel. Je od nepaměti proslulým střediskem rané řecké metalurgie („chalkos“ znamená kov, měď nebo bronz), v současnosti zde ale nenalezneme ani stopu po jakýchkoliv dolech. Celá obec má 102 223 obyvatel. Nejvýznamnější město starověké a středověké Euboie prožívá na začátku 21. století průmyslový rozmach. Z pevniny se sem dostanete mostem, který byl postaven přes 60 m širokou úžinu. Zajímavostí je mořský proud v úžině, který mění několikrát za den svou rychlost a směr.

## Členění obce
Obec Chalkis se dělí na 5 obecních jednotek, z nichž jsou tři na ostrově a dvě na pevnině. V závorkách je uveden počet obyvatel obecních jednotek a komunit.
- Na ostrově Euboia se nacházejí:
  - Obecní jednotka Chalkis (59125) – komunity: Chalkis (59125).
  - Obecní jednotka Lilantia (16994) – komunity: Afrati (1416), Agios Nikolaos (3426), Fylla (1577), Mytikas (1808), Nea Lampsakos (2196), Vasiliko (6571).
  - Obecní jednotka Nea Artaki (9489) – komunity: Nea Artaki (9489).
- Na pevnině v historické Bojótii se nacházejí:
  - Obecní jednotka Anthidona (7309) – komunity: Drosia (5950), Loukisia (1359).
  - Obecní jednotka Avlida (9306) – komunity: Faros (1171), Kalochori-Panteichi (922), Paralia Avlidas (3115), Vathy (4098).

## Historie
První zmínky o městě pocházejí z Íliady, kde je uváděno společně s rivalským městem Eretrií. Je také doloženo, že lodě určené pro trojskou válku se shromáždily na jižním břehu úžiny u nedalekého města Avlis. Z mykénského období se zde dochovalo několik komorových hrobek.
Chalkis nebo také Chalcis byla pravděpodobně původně fénická rybářská osada. V 8. a 7. století př. n. l. zde vzkvétal obchod a to především s poloostrovem Chalkidiki, který od ní odvozuje svůj název a byl jí i kolonizován. Obchod se rozvíjel i s jižní Itálii a Sicílii. Chalkis se tak stala mateřskou obcí mnoha zámořských řeckých osad – například Cumy při Neapolském zálivu, Catanie a Messiny na Sicílii nebo jihoitalského Reggio di Calabria.
Jako pevnost a důležité obchodní město zůstala Chalkis po celou dobu starověku a středověku. Postupně se dostala do rukou seleukovských panovníků, Římanů, Byzance, Benátčanů a osmanských Turků. Po ovládnutí Osmany se stala centrem pro východní a střední Řecko. V letech 1899–2010  byla administrativním sídlem prefektury Evia.
Chalkis má nejstarší nepřetržitě existující židovskou komunitu v Evropě, která existuje od starověku. Během druhé světové války zde bylo zachráněno přes 300 Židů díky pomoci svých křesťanských sousedů.

## Visutý most
Pro město je životně důležité spojení s pevninou. Euripijský průliv, který odděluje město a pevninu, byl přemostěn již v roce 411 př. n. l. dřevěným mostem. V době Justiniana byl tento dřevěný most nahrazen pohyblivou konstrukcí. Turci ji nahradili opět pevným mostem. V roce 1856 byl postaven dřevěný otočný most, v roce 1896 železný most a v roce 1962 posuvný most. V současnosti je město spojeno s řeckou pevninou dvěma mosty, novým visutým mostem a posuvným mostem na západě v nejužším místě průlivu. Visutý most byl otevřen v roce 1993 a významně přispívá ke zlepšení dostupnosti města Chalkis a ostatních částí ostrova Euboia z pevniny.

## Pamětihodnosti
Protože se město vyvíjelo celkem bez přerušení, antických památek je tu poskrovnu. I na místě akropole stojí turecká pevnost. Bohatá je však expozice archeologického muzea s nálezy ze širokého okolí Chalkidy, zvláště z Eretrie a Karnysu. Nejznámější jsou fragmenty ze štítu chrámu Apollóna Dafnifora v Eretrii.
Chalkis je turisty chápána spíše jako mezistanice na ostrově Euboia, neboť nemůže nabídnout starověké památky. Ale i zde najdeme několik zajímavých staveb. Patří mezi ně katolický kostel Agia Paraskevi, mešita Emir Zade, starý židovský hřbitov v Odos Ellinon, pevnost Karababa nebo římský akvadukt Kamares.
Na radnici nalezneme sochu Aristotela, který zde 7. března roku 322 př. n. l. údajně zemřel přirozenou smrtí.